# 재규어 F-타입
재규어 F-타입(Jaguar F-Type)은 재규어에서 만든 2인승 쿠페 및 컨버터블이다.

## 개요

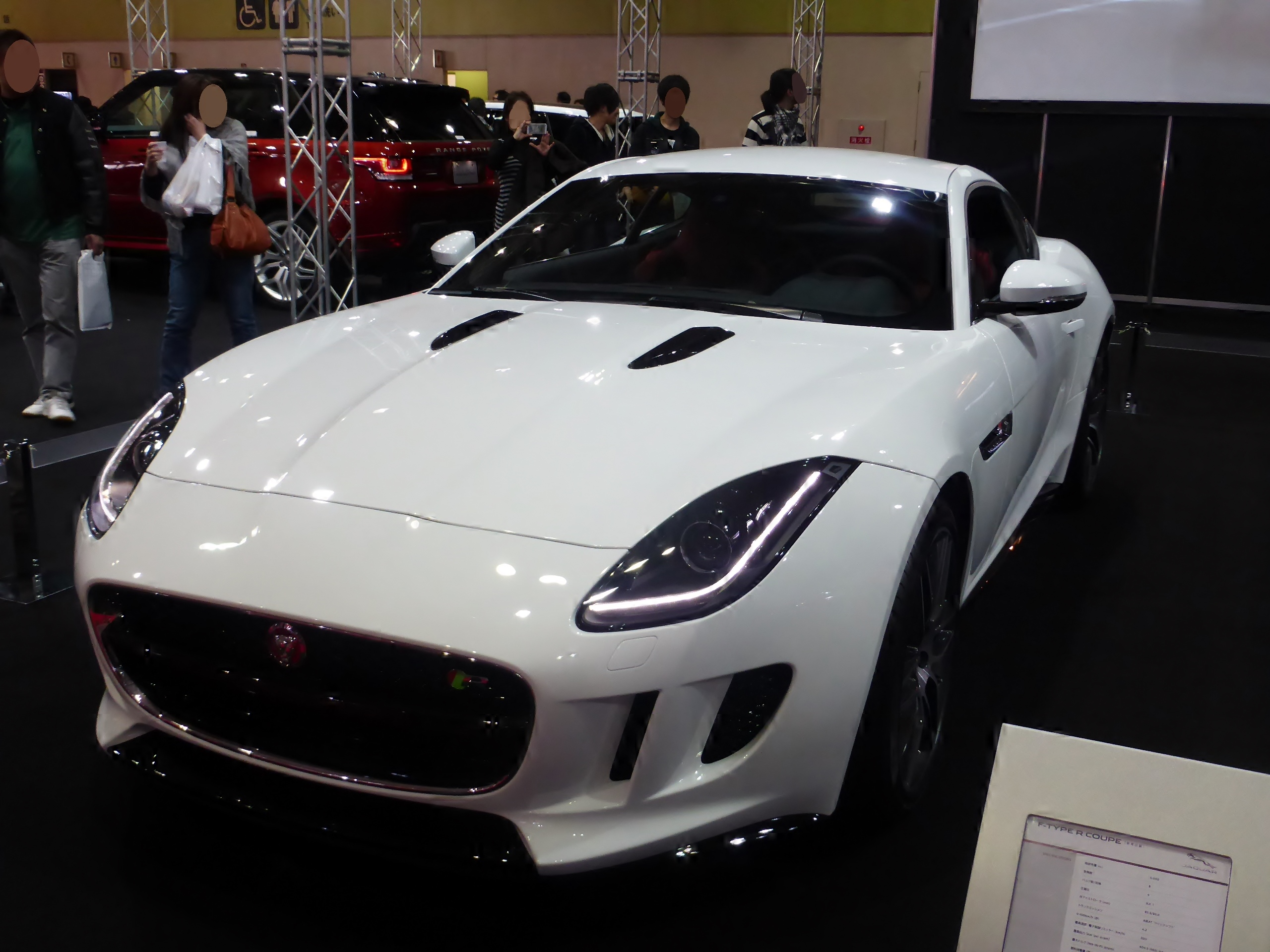
재규어 F-타입(쿠페) 정측면

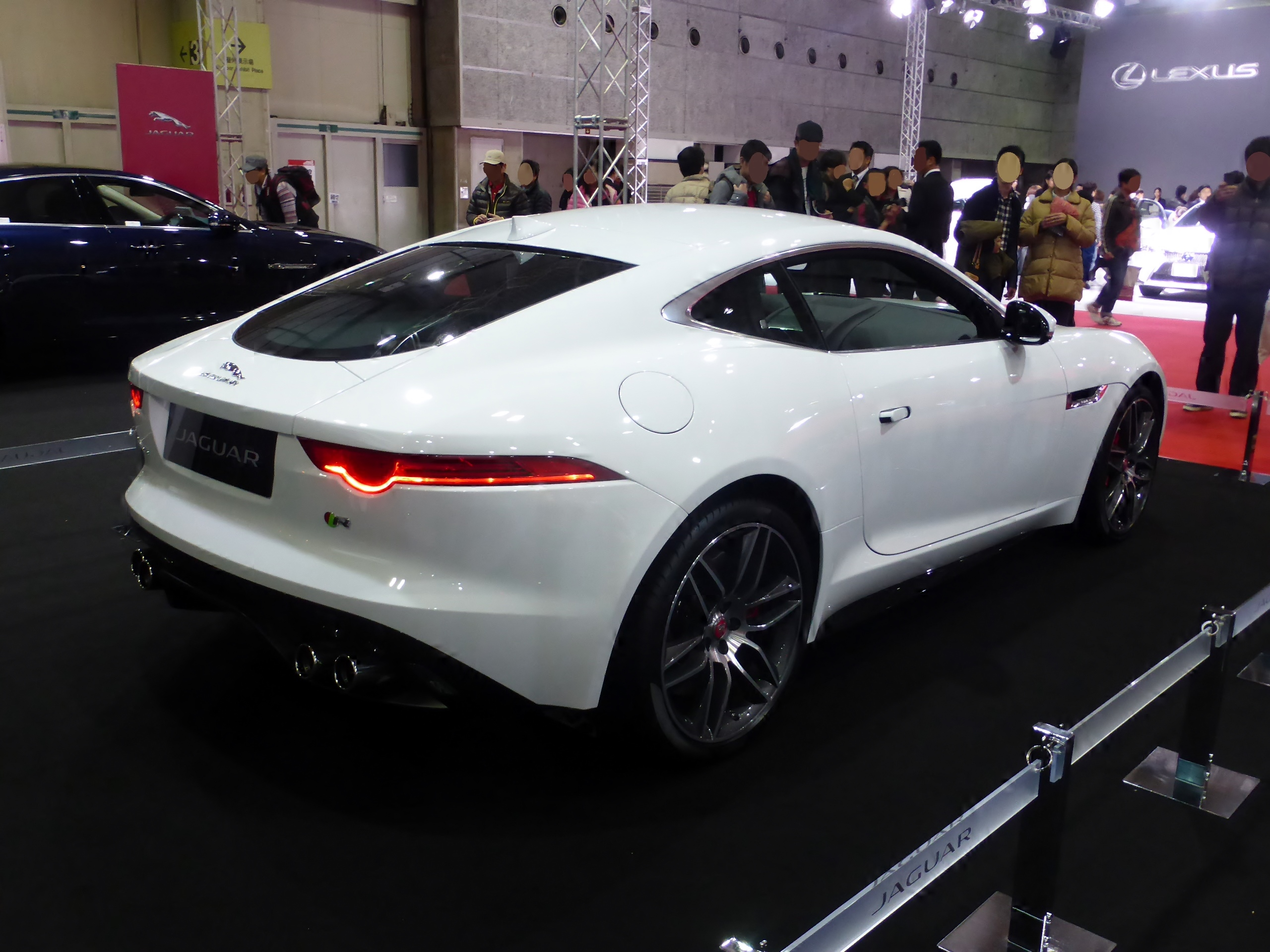
재규어 F-타입(쿠페) 후측면

2011년에 개최된 프랑크푸르트 모터쇼에서 컨셉트 카 C-X16으로 첫 선을 보였고, 양산형은 2013년부터 정식 판매에 들어갔다. XK의 후속 차종으로, 재규어의 디자이너 이안 칼럼의 지휘 하에 절제된 선과 구조의 아름다움, 관능적 곡선과 디테일링으로 재규어 특유의 고유 디자인 요소를 새롭게 재해석하였고, 차체는 우주 항공 기술에서 사용되는 에폭시 접합과 리벳 본딩 방식의 고강도 초경량 알루미늄 합금 모노코크 바디를 채택하였다. 뼈대가 되는 차체의 무게는 고작 261kg에 불과할 정도로 경량화되었다. 엔진 라인업은 V6 3.0L 슈퍼차저(340마력 또는 380마력)와 V8 5.0L 슈퍼차저(550마력 또는 570마력) 등 총 4가지가 적용되며, V8 5.0L 슈퍼차저 엔진은 모터사이클 업체인 두카티와의 공동 개발을 통하여 독특한 배기 사운드를 자랑한다. 여기에 8단 퀵 쉬프트 자동변속기와 6단 수동변속기 등 2가지 트랜스미션 중 하나를 선택할 수 있으며, V8 5.0L 슈퍼차저의 제로백은 4.1초, 최고 속도는 무려 300km/h(8단 퀵 쉬프트 자동변속기 적용 쿠페 기준)에 달한다. 오디오 시스템은 메리디안 첨단 오디오 시스템이 부착되어 최적화된 음향을 통하여 음악 감상이 가능하며, 이 밖에도 센터페시아 중앙의 8인치 터치 스크린을 비롯하여 내비게이션, 블루투스, 전화, 음악 등 각종 인포테인먼트 시스템 등을 갖추고 있다. 2014년에는 쿠페가 추가되었으며, 한정판으로 컨버터블을 베이스로 한 프로젝트 7이 등장하였는데, V8 5.0L 슈퍼차저(575마력)는 괴물같은 성능을 발휘하며, 차체는 100% 알루미늄을 사용한다. 과거에 D-타입이 르망 24시에서 우승한 것을 기념하여 오마주한 차종으로, 전 세계에 250만 대 한정 판매였다. 대한민국에는 2013년 8월에 첫 선을 보였으며, 쿠페는 2014년에 출시하였다. Project 7은 2015년에 개최된 서울 모터쇼를 통해 공개되었으며, 250대 중 대한민국에는 7대가 한정 판매되었다. 가수 겸 카레이서인 김진표의 차로도 알려져 있다.

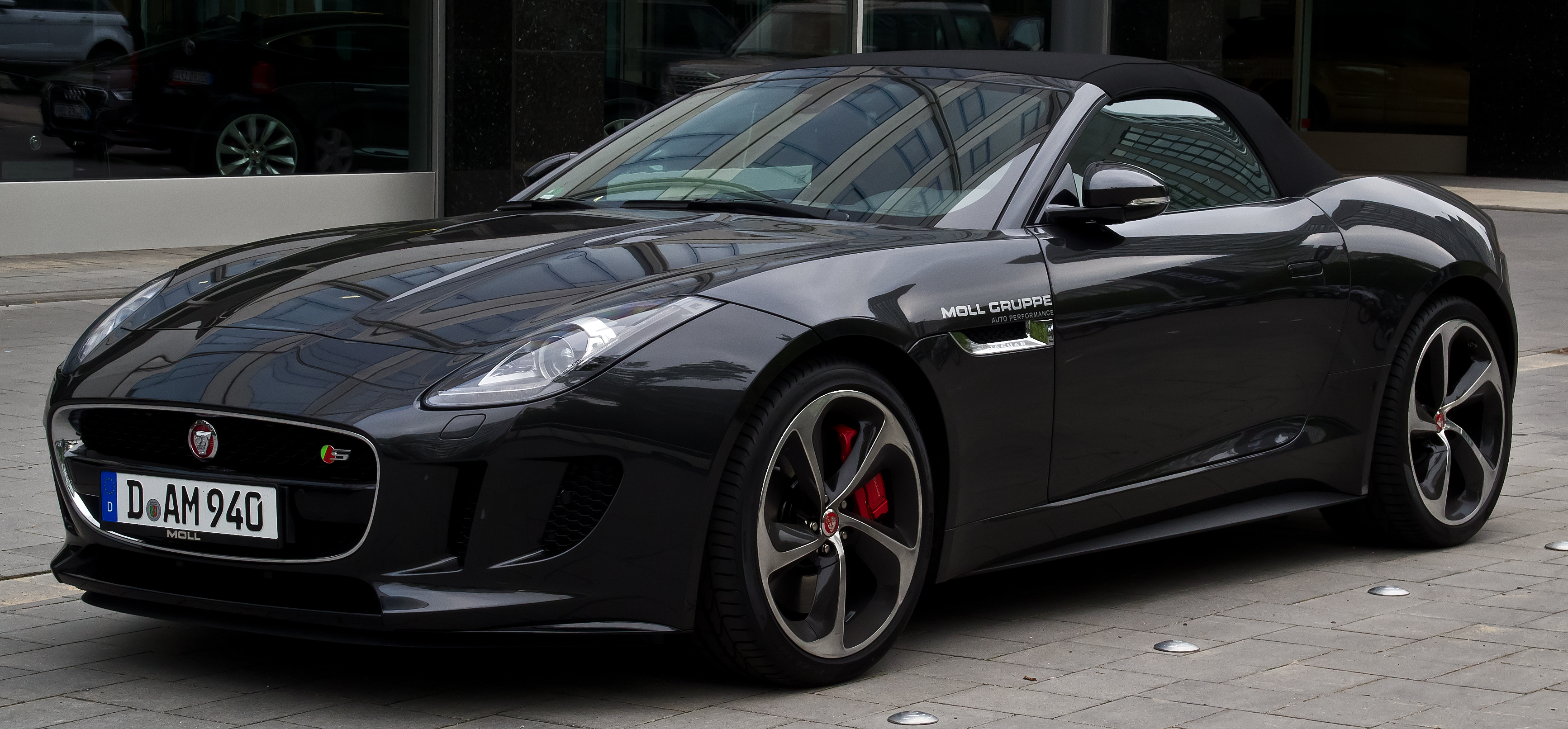
재규어 F-타입(컨버터블) 정측면
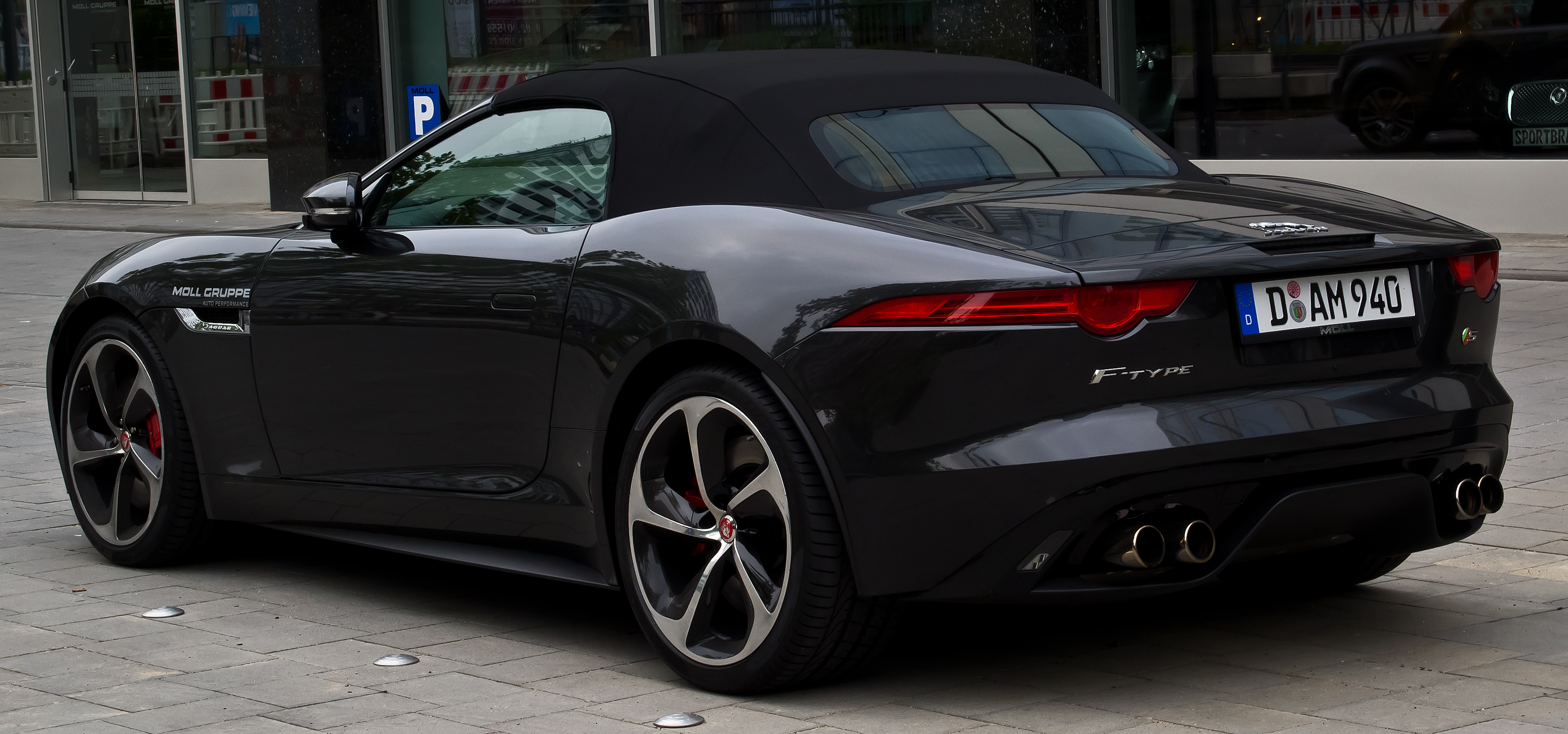
재규어 F-타입(컨버터블) 후측면
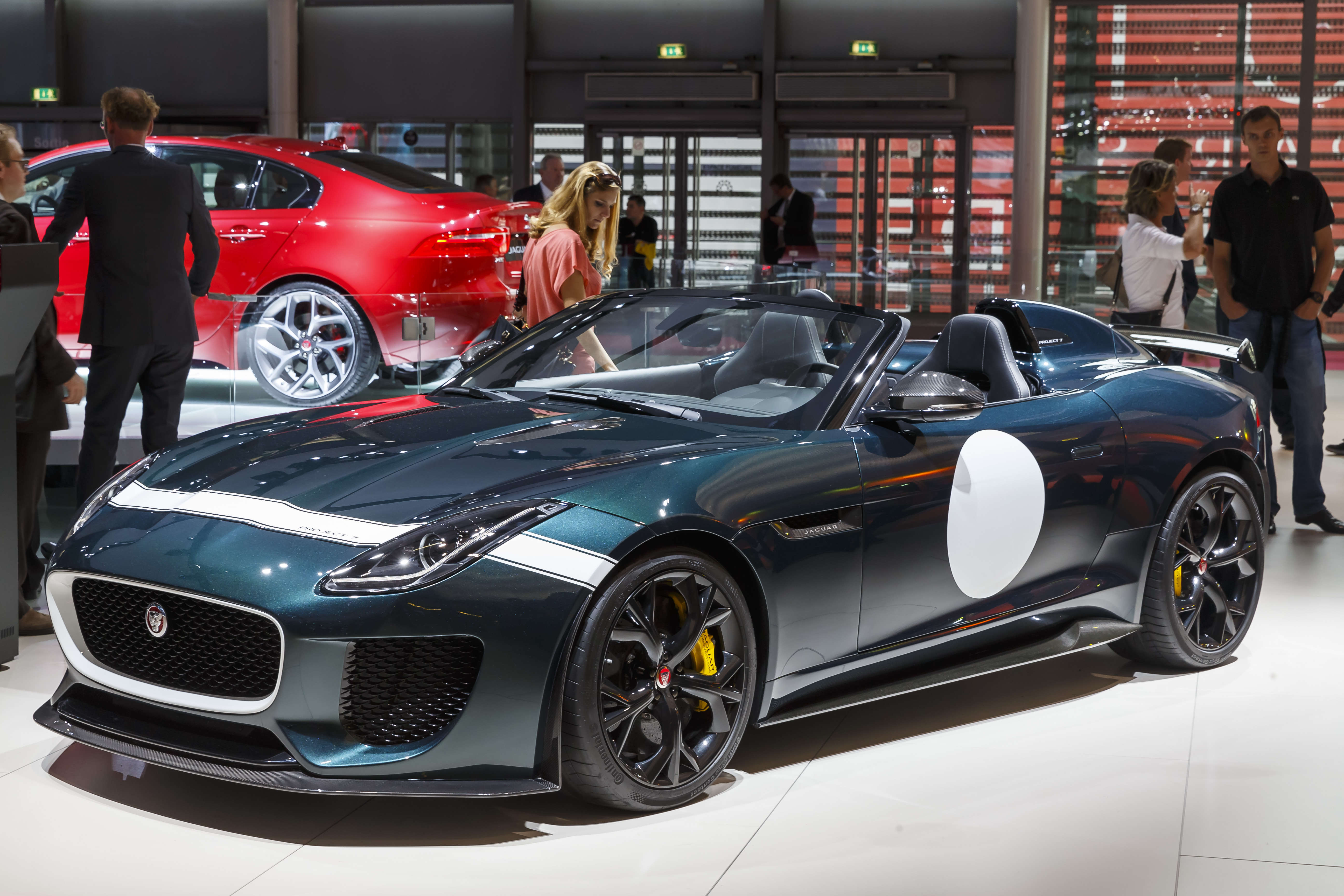
재규어 F-타입(컨버터블) 프로젝트 7 정측면
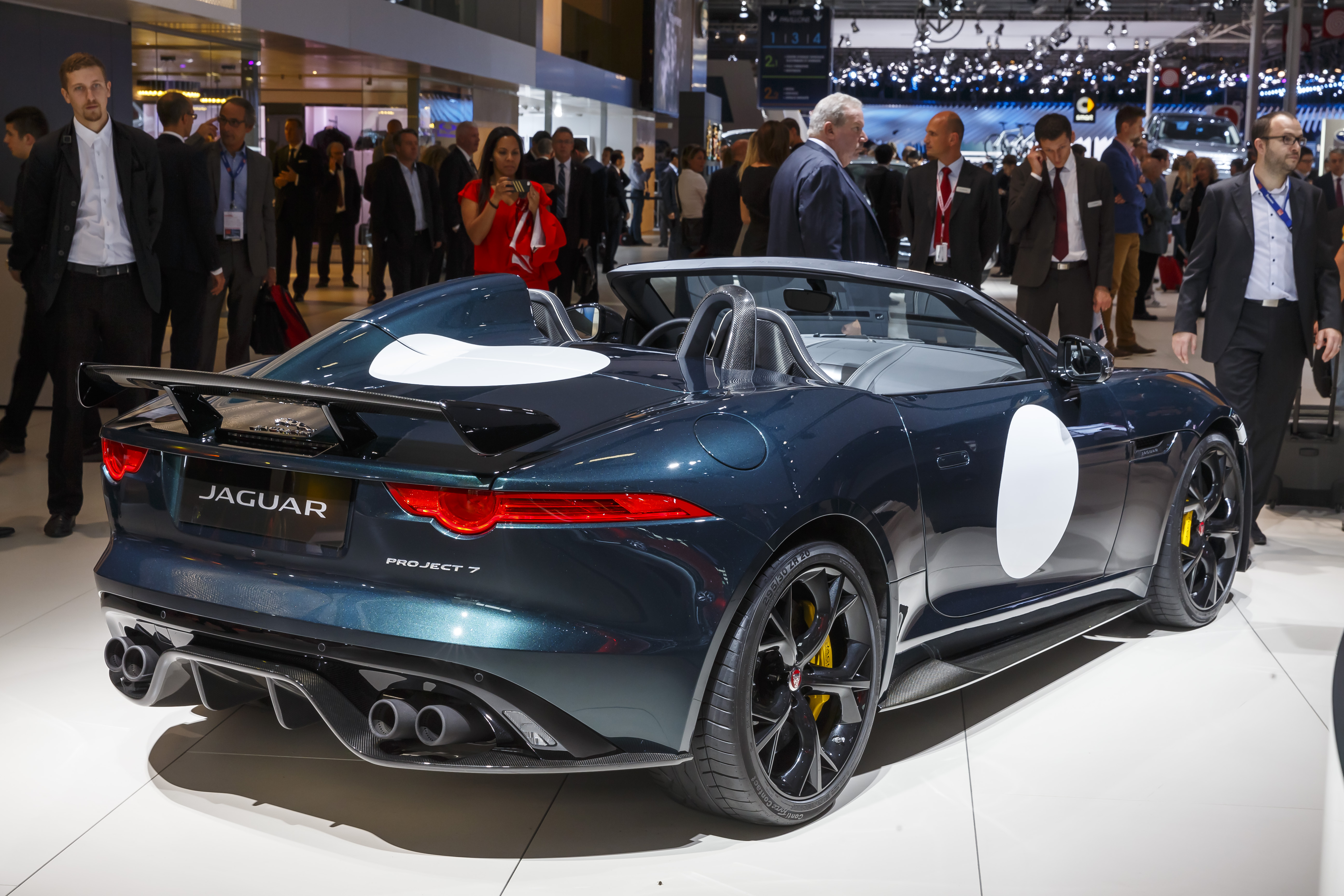
재규어 F-타입(컨버터블) 프로젝트 7 후측면

## 라인업
| 구분   | 쿠페                 | 컨버터블                                         |
| ------ | -------------------- | ------------------------------------------------ |
| F-타입 | V6 S S AWD R AWD(V8) | V6 S S AWD R AWD(V8) 프로젝트 7(250대 한정 판매) |